# Ștrengarul văilor
Ștrengarul văilor este o poezie scrisă de George Coșbuc, publicată în 1896 în volumul Fire de tort.